# So-Young Pi
 (octobre 2024).
La mise en forme du texte ne suit pas les recommandations de Wikipédia : il faut le « wikifier ».
Les points d'amélioration suivants sont les cas les plus fréquents. Le détail des points à revoir est peut-être précisé sur la page de discussion.
- Les titres sont pré-formatés par le logiciel. Ils ne sont ni en capitales, ni en gras.
- Le texte ne doit pas être écrit en capitales (les noms de famille non plus), ni en gras, ni en italique, ni en « petit »…
- Le gras n'est utilisé que pour surligner le titre de l'article dans l'introduction, une seule fois.
- L'italique est rarement utilisé : mots en langue étrangère, titres d'œuvres, noms de bateaux, etc.
- Les citations ne sont pas en italique mais en corps de texte normal. Elles sont entourées par des guillemets français : « et ».
- Les listes à puces sont à éviter, des paragraphes rédigés étant largement préférés. Les tableaux sont à réserver à la présentation de données structurées (résultats, etc.).
- Les appels de note de bas de page (petits chiffres en exposant, introduits par l'outil «  Source ») sont à placer entre la fin de phrase et le point final[comme ça].
- Les liens internes (vers d'autres articles de Wikipédia) sont à choisir avec parcimonie. Créez des liens vers des articles approfondissant le sujet. Les termes génériques sans rapport avec le sujet sont à éviter, ainsi que les répétitions de liens vers un même terme.
- Les liens externes sont à placer uniquement dans une section « Liens externes », à la fin de l'article. Ces liens sont à choisir avec parcimonie suivant les règles définies. Si un lien sert de source à l'article, son insertion dans le texte est à faire par les notes de bas de page.
- La présentation des références doit suivre les conventions bibliographiques. Il est recommandé d'utiliser les modèles {{Ouvrage}}, {{Chapitre}}, {{Article}}, {{Lien web}} et/ou {{Bibliographie}}. Le mode d'édition visuel peut mettre en forme automatiquement les références.
- Insérer une infobox (cadre d'informations à droite) n'est pas obligatoire pour parachever la mise en page.

Pour une aide détaillée, merci de consulter Aide:Wikification.
Si vous pensez que ces points ont été résolus, vous pouvez retirer ce bandeau et améliorer la mise en forme d'un autre article.
So-Young Pi ( coréen : 피서영), née en 1946, est une physicienne sud-coréen.

## Biographie
Elle étudie à l'université nationale de Séoul, où elle obtientune licence en physique. Elle déménage ensuite aux États-Unis pour poursuivre un doctorat dans ce domaine à l'université d'État de New York à Stony Brook. Puis elle est chercheuse postdoctoral à l'université Rockefeller et au Massachusetts Institute of Technology. Au cours de ses recherches, So-Young Pi rencontre son collègue physicien Roman Jackiw, qui est ensuite devenu son époux. Ils ont un fils, le violoniste Stefan Jackiw.
Son père est l'écrivain et poète coréen Pi Chun-deuk.
So-Young Pi enseigne à l'université de Boston et devient professeur émérite à sa retraite. En 2014, elle est élue membre de l'American Physical Society, « pour ses contributions fondamentales au phénomène des fluctuations de densité dans les théories de l'inflation cosmique ».